# Birgit Coufal
Birgit Coufal (* 21. Juni 1985 in Wien) ist eine österreichische Squashspielerin.

## Karriere
Birgit Coufal begann 2006 ihre Karriere auf der WSA World Tour. 2011 gewann sie in Santiago de Compostela ihren ersten Titel. Ihre höchste Platzierung in der Weltrangliste erreichte sie mit Rang 52 im Juni 2013. Zwischen 2007 und 2019 gewann sie insgesamt zwölfmal die österreichische Staatsmeisterschaft. Birgit Coufal absolvierte zahlreiche Einsätze in der österreichischen Nationalmannschaft, darunter 2006, 2008, 2010, 2012, 2014 und 2016 bei Weltmeisterschaften. Im Einzel trat sie von 2004 bis 2014 bei jeder Europameisterschaft an.

## Erfolge
- Gewonnene WSA-Titel: 1
- Österreichischer Meister: 12 Titel (2007–2016, 2018, 2019)